# Nome in codice: Cleaner
Nome in codice: Cleaner (Code Name: The Cleaner) è un film del 2007 diretto da Les Mayfield con protagonista Cedric the Entertainer, Lucy Liu e Nicollette Sheridan.

## Trama
Jake si sveglia una mattina in una camera di un albergo di lusso. Sul letto un cadavere e una valigetta con 250.000 dollari. Lui non ricorda niente, ma scendendo nella hall viene riconosciuto dalla bellissima e bionda Diane, che dice di essere sua moglie. Ciò confonde ancora di più Jake, dato che egli è un nero e lei una bianca.

## Critica
Il film ha ricevuto durante l'edizione dei Razzie Awards 2007 una nomination come Peggior attrice non protagonista per Nicollette Sheridan.